# Krögelhof
Krögelhof ist ein Ortsteil der oberfränkischen Stadt Bad Staffelstein im Landkreis Lichtenfels.

## Geographie
Der Weiler liegt in etwa neun Kilometer Entfernung südöstlich von Bad Staffelstein auf den Höhen des Fränkischen Juras. Die Kreisstraße LIF 11 von Frauendorf nach Stübig führt an Krögelhof vorbei.

## Geschichte
Die erste Erwähnung als „de Krogel“ war im 13. Jahrhundert im Zusammenhang mit den Zinseinkünften des Bamberger Domkapitels im Frauendorfer Obleiamt. Die nächste urkundliche Nennung als „de Krogelhof“ folgte im Jahr 1401 im Lehenbuch des Bamberger Bischofs Albrecht von Wertheim.
1565 wurden die Pfarrei Uetzing und damit auch Frauendorf und Krögelhof protestantisch. Im Jahr 1600 folgte die Rekatholisierung des Pfarrsprengels.
1801 war Krögelhof ein Gut, das aus vier abgeteilten Höfen bestand, mit einer Schäferei und einem Wirtshaus. Der Zehnt gehörte den Grafen von Giech zu Thurnau. 1810 gab es nach dem Steuerkataster in dem Weiler drei Höfe, eine Sölde und ein Schafhaus. 1818 entstand aus Frauendorf und Krögelhof eine Gemeinde, die 1862 in das neu geschaffene bayerische Bezirksamt Staffelstein eingegliedert wurde.
1871 hatte der Weiler Krögelhof 24 Einwohner und 12 Gebäude. Die katholische Schule und die Kirche befanden sich im 3,5 Kilometer entfernten Frauendorf. 1900 hatte die Landgemeinde Frauendorf eine Fläche von 433,07 Hektar, 185 Einwohner, von denen alle katholisch waren, und 29 Wohngebäude. 34 Personen lebten in Krögelhof in 4 Wohngebäuden.

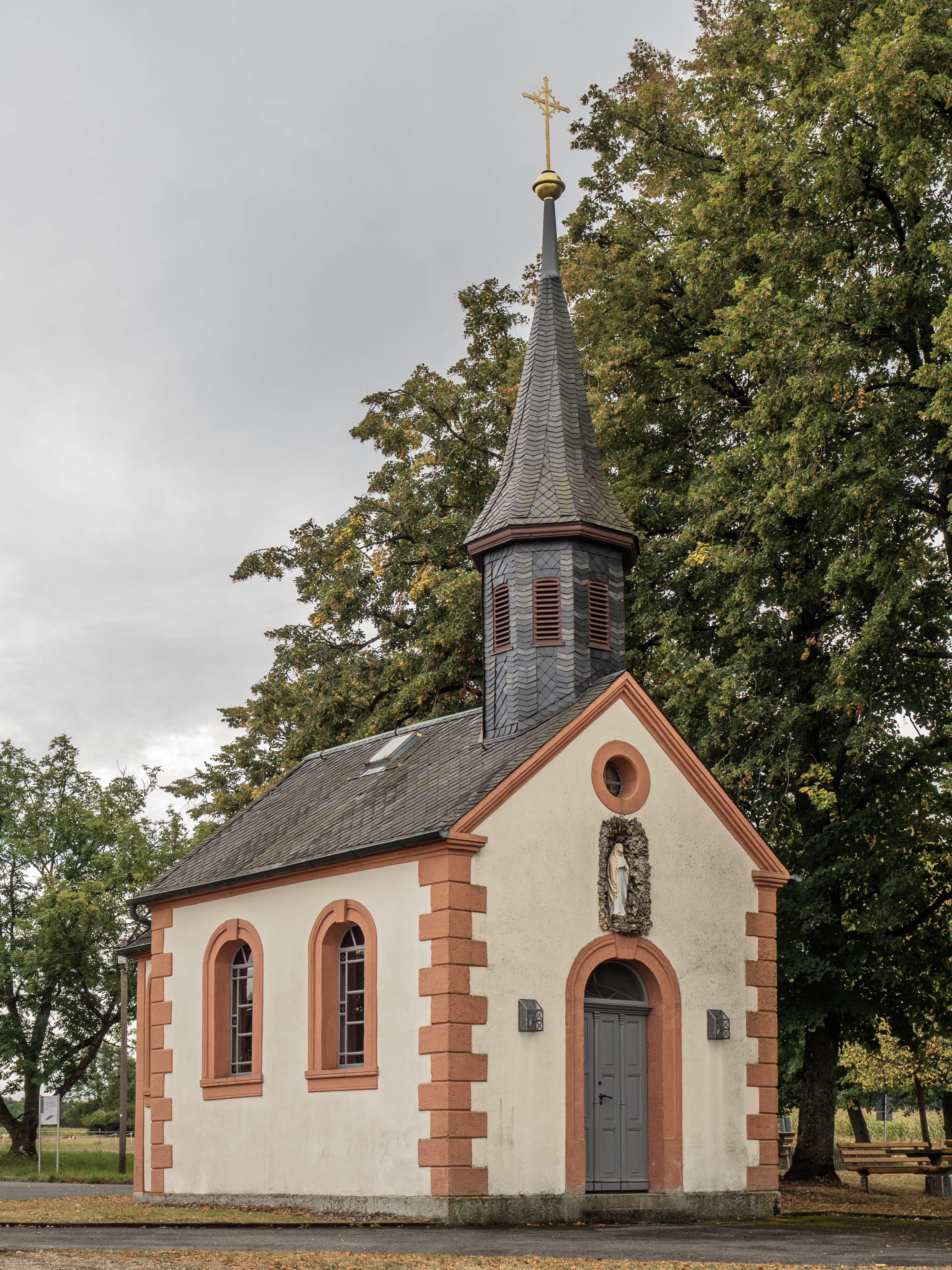
Kapelle

1926 wurden zur Versorgung mit Strom eine Batterie und ein Generator angeschafft. 1941 folgte der Anschluss an das Netz der Überlandwerke Oberfranken. 1925 lebten in dem Ort 22 Personen in 4 Wohngebäuden, 1950 waren es 31 Einwohner und 3 Wohngebäude, die zuständige evangelische Pfarrei befand sich in Staffelstein.
1964 erhielt der Weiler einen Telefonanschluss. 1968 entstand mit Kaider und Dörrnwasserlos der Zweckverband Krögelhofer Wassergruppe, der die Orte mit Trinkwasser aus dem Kaidergrund versorgte. 2017 folgte der Anschluss an die Fernwasserversorgung Oberfranken.
Im Jahr 1970 hatte der Weiler 34 Einwohner. Am 1. Oktober 1970 schloss sich die Gemeinde Frauendorf, bestehend aus dem Pfarrdorf Frauendorf und dem Weiler Krögelhof, mit der Gemeinde Schwabthal zusammen. Am 1. Juli 1972 wurde der Landkreis Staffelstein aufgelöst und Krögelhof in den Landkreis Lichtenfels eingegliedert. Am 1. Januar 1978 folgte die Eingemeindung nach Staffelstein. Im Jahr 1987 hatte Krögelhof 27 Einwohner sowie 4 Wohngebäude mit 4 Wohnungen.

## Sehenswürdigkeiten
Die katholische Kapelle Heilige Familie wurde 1899 auf Initiative von Ignatz Gründel  errichtet. Die Kapelle hat ein Satteldach und ein offenes Giebeltürmchen. Es ist ein Saalbau mit eingezogenem Chor. Die Ausstattung, bestehend aus einem Altar mit einem Relief der Heilgen Familie, vier Holzfiguren und Kreuzwegbildern, ist bauzeitlich. Mit der Eingemeindung ging die Kapelle in das Eigentum der Stadt Staffelstein über.

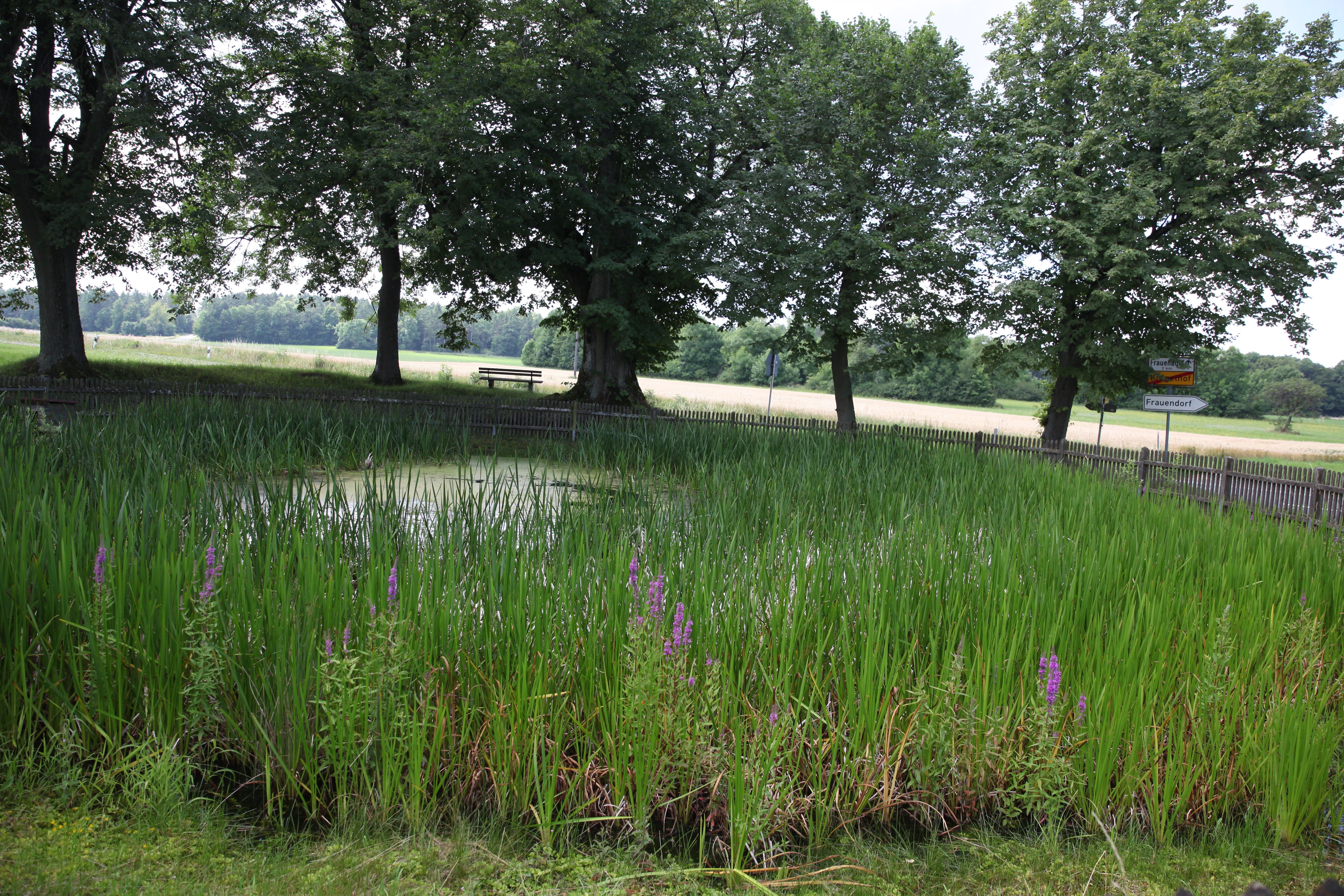
Hülle

Ein Naturdenkmal ist die Hülle, ein kleiner natürlicher Teich, in dessen Untergrund sich wohl eine dünne lokale Mergellage befindet, die als wasserundurchlässige Schicht Regen- und Grundwasser sowie das von den benachbarten Dächern eingeleitete Regenwasser staut. Das Hüllwasser diente als Tränke für das Vieh und als Brauchwasser auf der verkarsteten, wasserarmen Frankenalb.